# معدن سنگ آهن گل‌گهر
'معدن آهن گل‌گهر در شهرستان سیرجان، ۵۵ کیلومتری جاده سیرجان-نی‌ریز واقع شده‌است قسمت هایی از این معدن در حوزه استحفاظی شهرستان سیرجان قرار دارد.
این معدن توسط شخصی (دکتر بهرام) محلی کشف شد و نام این معدن را گل‌گهر نهاد که ترکیبی از نام دخترانش، گلی و گوهر است.
منطقه معدنی و صنعتی گل‌گهر با داشتن معادن غنی از سنگ آهن به عنوان یکی از مطرح‌ترین قطب‌های فعال معدنی و صنعتی در ایران  است که  قابلیت‌های بسیاری برای تبدیل شدن به یک منطقه بزرگ و رقابتی در سطح ایران و حتی جهان را دارد. شرکت معدنی و صنعتی گل‌گهر یکی از شرکت‌های فعال این منطقه است که نقش مهمی در سیاست‌گذاری و مدیریت منطقه را برعهده دارد.

این معدن با ذخیره زمین‌شناسی ۱٬۰۱۹ میلیون تن، ذخیرهٔ قطعی ۱۰۰۰ میلیون تن و ذخیرهٔ احتمالی ۲۱۹ میلیون تن،یکی از بزرگ‌ترین معدن شناخته‌شدهٔ سنگ آهن ایران ه است.
تولیدات حاصل از سنگ استخراجی این معدن، شامل گندله سنگ آهن، کنسانتره سنگ آهن و سنگ دانه‌بندی‌شده هستند.